# Mouse Guard
A Mouse Guard David Petersen író és rajzoló képregénysorozata. A történetek főszereplői egerek, akik egy, a középkori Európát mintázó világban küzdenek a fennmaradásért.

## A sorozat megszületése
David Petersen saját bevallása szerint mindig rajongott a klasszikus állatmesék, mint például Aiszóposz vagy Kenneth Grahame művei, valamint a középkorban játszódó kalandos történetek iránt. A Mouse Guard ötlete ezek ihletésére született meg még Petersen középiskolai évei alatt. Kezdeti elképzelése szerint számos állattal szerette volna benépesíteni történeteinek kitalált világát, melyek közül minden faj más kultúrát képviselt volna. Petersen ezt a kezdeti elgondolását a Disney Stúdió 1973-as, Robin Hood című animációs filmjéhez hasonlította, azzal a különbséggel, hogy saját történetét egy sokkal komolyabb formában szerette volna kivitelezni, melyben megjelenik a természetben fennálló ragadozó-zsákmányállat viszony is. Az egerek, a tápláléklánc vonalát követve, mint a legkiszolgáltatottabb faj, a legkisebbek lettek volna. Petersen először az ő társadalmukat kezdte megtervezni, hogy azok hogyan lennének képesek fennmaradni ilyen hátrányos helyzetben. Az egerek ennek során egyre fontosabb szerephez jutottak Petersen ötletében, aki úgy érezte, hogy megtalálta azokat a szereplőket, akiknek a világnézetét szeretné bemutatni a képregényén keresztül. A Mouse Guard tényleges koncepciója a középiskola után, 1996 körül fogalmazódott meg Petersenben.
Petersen először 2004 őszén vett részt kiállítóként a Motor City Comic-Con nevű Michigan állambeli képregénytalálkozón. Ekkor még nem volt egyetlen kész képregénye sem, így barátja tanácsára minden fellelhető munkáját, ceruza- és tusrajzokat, festményeket, és még szobrokat is magával vitt. A legtöbb érdeklődő a leendő Mouse Guard szereplőit ábrázoló képekkel kapcsolatban kérdezősködött, így Petersen úgy döntött, hogy a következő, fél év múlva esedékes találkozóra elkészíti a képregény első füzetét. Petersen hetente egyszer, munka után látogatott egy ’Művészeti Estnek’ nevezett baráti összejövetelt, melyen amatőr alkotók gyűltek össze, akik egymás között vitatták meg azokat a munkáikat, amiken éppen dolgoztak. A sorozat ekkori tervezett címe még 1149 volt. Petersen igyekezett ezeken az összejöveteleken mindig kész ceruzarajzokkal megjelenni, amiket ott tussal befejezhet. Írott forgatókönyve nem volt, csak egy határozott elképzelése a szereplők párbeszédeiről a különböző oldalakon. Többnyire csak vázlatpontok és jegyzetek alapján dolgozott, a szöveget csak a képek befejezése után találta ki. A 2005 májusában megtartott Motor City Comic-Con-on Petersen már a Mouse Guard első, magánkiadású fekete-fehér, huszonnégy oldalas számával vett részt. A füzet mind példánya szerencsésen elkelte a találkozón, az érdeklődőknek pedig megígérte, hogy fél év múlva készen lesz a második szám is. Az első szám eredeti rajzait szintén pénzzé tette, hogy abból finanszírozni tudja a következő szám nyomtatási költségeit.
Petersen a 2005-ös San Diego Comic Con-on, melyen csak mint látogató vett részt, és csak barátai számára vitt néhány példányt képregényéből, találkozott a szintén Michigani Phil Baker képregényes újságíróval. Baker azt tanácsolta neki, hogy keresse fel az Archaia Studios Press nevű kiadó standját, akik új fantasy műfajú műveket keresnek. Peterson már korábbról ismerte a kiadó alapítóját, Mark Smylie-t, akivel elbeszélgettek a Petersen képregényéről és a vele kapcsolatos terveiről. Miután Petersen visszatért Michiganbe, Smylie-val e-mail segítségével tartották a kapcsolatot és tárgyalták meg a kiadás és a szerződés részleteit.

## Megjelenése
A Mouse Guard első, a Archaia Studios Press gondozásában megjelent száma 2006 februárjában jelent meg. David Petersen ekkor még bizonytalan volt benne, hogy sikeres lesz-e a munkája. Mikor az első, Fall 1152 alcímű sorozaton kezdett dolgozni, elkezdte kigondolni a képregény történetének főbb eseményeit, amikről mesélni szeretett volna az olvasóknak. A Fall: 1152 utolsó, hatodik számának megjelenésekor már további négy sorozat cselekményét tervezte meg vázlatosan.
A Mouse Guard második, 2007 júliusa és 2009 májusa között megjelenő, Winter 1152 alcímű sorozatának cselekményét Petersen bizonyos tekintetben George Lucas Csillagok háborúja című filmsorozatának A Birodalom visszavág című részéhez hasonlította. A képregény központi témája a túlélés, sötét és a történet vége nem igazán zárja le a cselekményt. Fontos szerep jut a szereplők jellemfejlődésének, valamint egy romantikus szál is helyet kap benne. A történet megtervezésekor Petersen figyelemmel kísérte az olvasók véleményét és reakcióit is az első sorozattal kapcsolatban, hogy megállapítsa, mi az, amit nem sikerült egyértelműen, elgondolása szerint ábrázolnia a szereplőkkel kapcsolatban. 2008-ban az Archaia átszervezése miatt, amit felvásárolt a Kunoichi, a Mouse Guard füzeteinek megjelenése jelentősen elcsúsztak. Petesen ennek ellenére maradt a kiadónál. Döntését azzal magyarázta, hogy mikor kezdeteben úgy érezte, hogy senkinek nem fog kelleni a munkája, a kiadó lehetőséget adott számára, így kitart az Archaia mellett.
A 2010-es Free Comic Book Day alkalmából jelent meg a Sprint 1153 című, tizenegy oldalas történet. Mivel az esemény alkalmából megjelenő kiadványok célja, hogy a kiadók új olvasókkal ismertessék meg az általuk gondozott sorozatokat, Petersen igyekezett, hogy a rövid történet a Mouse Guardot ismerők és a vele ismerkedők számára is egyaránt szórakoztató és érdekes olvasmány legyen.

## A sorozat világa és szereplői

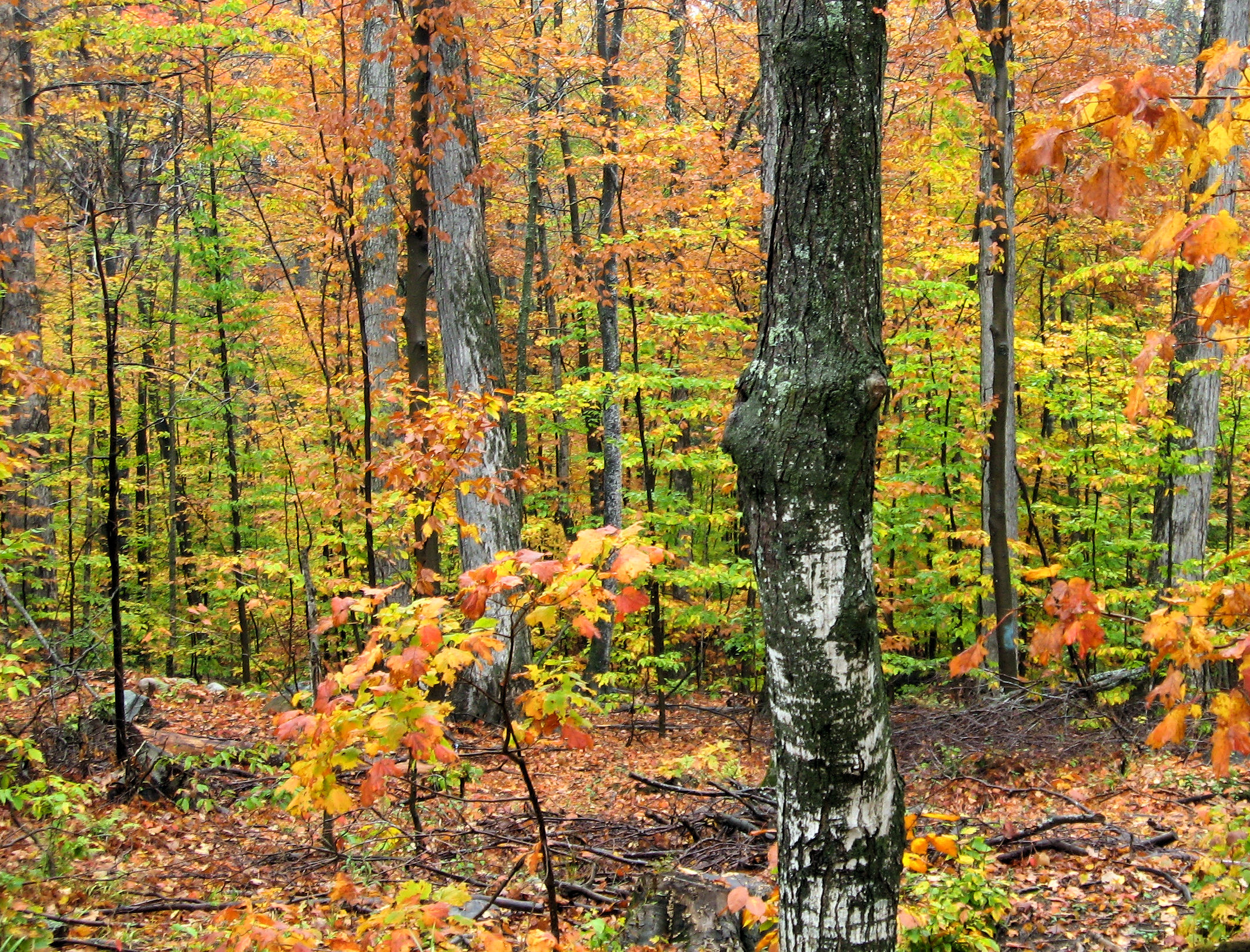
A michigani évszakok váltakozása jelentős hatást gyakorolt a képregény képi világára.

A képregény természetközeli világát David Petersen gyermekkori, Michigan állambeli kirándulásai és táborozásai ihlették, így az élesen elkülönülő, szintén Michigan időjárását idéző évszakok a történet fontos részét képezik. Nyilatkozata szerint megpróbál minél valósághűbben és autentikusan rajzolni, de a képregény kitalált világának időperiódus nem teljesen kötött. A környezet a középkori Európát idézi, ami megközelítőleg megfelelő meghatározása is, bár ettől akár három évszázadot is letérhet, ha bizonyos történetelemek úgy kívánják.
Az egérközösség matriarchális társadalmi berendezkedéséhez Petersen nagyanyja adta az inspirációt. „Sokan úgy hitték volna, hogy nagyapa irányítja a házat. Úgy értem, úgy festett az egésze mint egy 1950-es évekbeli, vagy korábbi család, ahol a nagymamám külsőre June Cleaver volt, azzal a különbséggel, hogy ha több időt töltöttél vele, észrevetted, hogy ő az, aki valójában a döntéseket hozza. Azt hiszem ezt néha még nagyapa sem vette észre.” – nyilatkozta Petersen. A Mouse Guard szereplői bizonyos mértékben Petersen baráti körét mintázzák. A heves természetű Saxon és a jóval visszafogottabb Kenzie közötti kapcsolatnak, kettejük különbözőségének és egészséges rivalizálásának a Petersen és legjobb barátja közötti viszony az alapja. Saxon gyengéit és hibáit Petersen saját magáról mintázta, Kenzie pedig ugyanolyan lassú természetű, mint barátja. June-t, Barkstone egyik fogadójának gazdasszonyát felesége, Julia után mintázta, az Őrség két tagját, Landrát és Isabelt pedig neje két testvéréről.

## A képregény sajátosságai és az alkotói folyamat
A szabványos amerikai képregények állított téglalap formátumával szemben a Mouse Guard füzetei négyzetesek. David Petersen megítélése szerint az általa gyakran alkalmazott panorámaképet a téglalap alakú oldalak kicsi széllessége miatt nehezen, csak két oldalra elnyújtott panelekkel tudta volna kivitelezni. A négyzetes formátumban a panelek nagyobbnak tűnnek, így nagyobb távolságból mutathatja be az egyes jeleneteket, szinte filmszerű hatást keltve. Petersen a képregény elkészítésének első lépéseként körvonalazza magában az egyes történetek főbb elemeit és tartalmát, majd ezeket vázlatpontokba szedve füzetekre lebontja azt. Ezek alapján készíti el az oldalak rajzait, melyeken jelentenként csoportokra osztva dolgozik. Esetenként csupán egyetlen oldalt készít el tusrajzzal együtt, úgy, hogy még nincs elképzelése a követkő oldal pontos kinézetéről. A történet pontos párbeszédeit általában a rajzok elkészítése közben találja ki, de ez igen változó lehet. Néha már a vázlatok készítésekor megírja a dialógusokat, néha csak a tusrajz elkészítése közben, néha pedig már csak a teljes rajzolásai folyamat végén. A korai történetekben Petersen kevesebb párbeszédet használt mint a későbbiekben, mivel úgy érezte íróként nem túl jó, így azt szerette volna, hogy inkább a képek meséljék el a cselekményt. A dialógusokat általában utólag felesége segítségével még egyszer átfutják, és ahol szükséges finomítanak rajtuk, hogy azok jobban illeszkedjenek az adott szereplőkhöz. Petersen hat részes történetekben gondolkodik és tervezi meg a cselekményt, bár ez nem kötött szabálya, így alkalmanként, ha a történet úgy kívánja, kész eltérni tőle. Ezek a nagyobb hat részes történeti egységek csak idő, tér és természetesen szereplők tekintetében függenek össze. Ugyan bizonyos elemek átkerülhetnek az egymást követő sorozatokba, de Peterson nyilatkozata szerint nem kíván a Csillagok háborúja-hexalógiához hasonló, egyetlen nagy, epikus történetet létrehozni.
Petersen grafikusként végzett a Kelet-Michigani Egyetemen, mely saját bevallása szerint annak ellenér, hogy nem pontosan azt tanulhatta, amit szeretett volna, segített neki abban, hogy több figyelmet fordítson képei vonalainak minőségére és a kompozícióra. Véleménye szerint a rézkarcokkal és fametszetekkel kapcsolatos ismeretei megmutatkoznak a Mouse Guardban is. Így például tusrajzai több vonásukban is a rézkarcokat idézik. A képregény színezését a hagyományos ceruza- és tusrajzok alkalmazásával szemben digitális technikával, a beszkennelt oldalakon rajzszoftverrel végzi. Tapasztalata szerint a digitális színezéssel gyorsabban halad a munkával és nem kell amiatt aggódnia, hogy elront valamit. Megítélése szerint ez nem von le munkája értékéből, és az eredeti fekete-fehér oldalakat később ugyanúgy értékesítheti. A szoftveres színezés választása valójában abból a kényszerű helyzetből született meg, hogy Petersen első, még magánkiadásban megjelenő Mouse Guard-füzetének eredeti rajzai már csak digitális formában voltak meg az alkotónak. A színezést Mark Smylie biztatására kezdte saját maga végezni. Petersennek némi időbe telt mire kikísérletezte, hogy milyen színpalettával akar dolgozni, és hogy hogyan bánjon a rajzolt vonalakkal. Mivel az első szám színezésével, melyet egyesek vízfestésnek hittek, kapcsolatban számos pozitív visszajelzést kapott, Petersen úgy gondolta, hogy mivel már birtokában van némi tapasztalata és mert a munkafolyamat is gördülékenyen haladt a módszerrel, továbbra is digitális technikánál fogja végezni azt. Valódi vízfestékkel csak az első két szám borítója készült.